# Edelstal
Edelstal è un comune austriaco di 696 abitanti nel distretto di Neusiedl am See, in Burgenland.